# Параболоид

Параболоид вращения

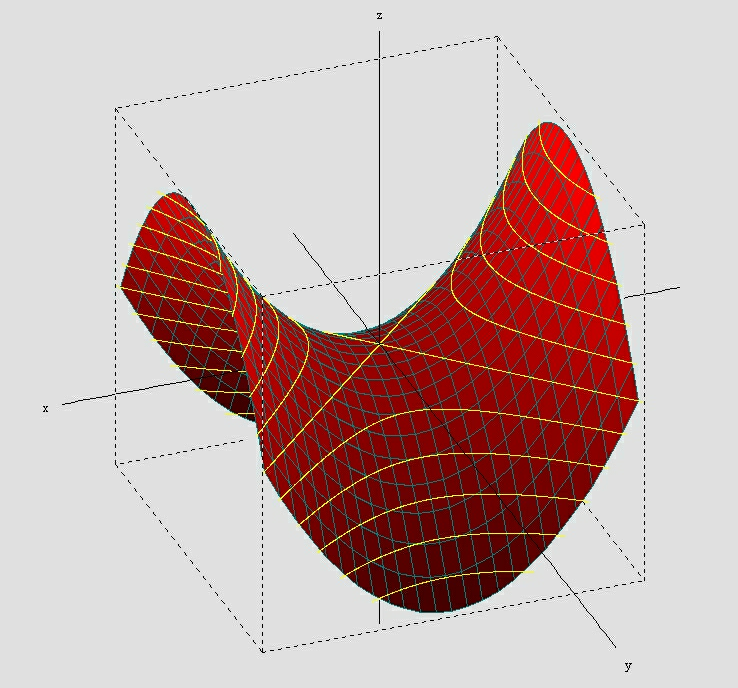
Гиперболический параболоид

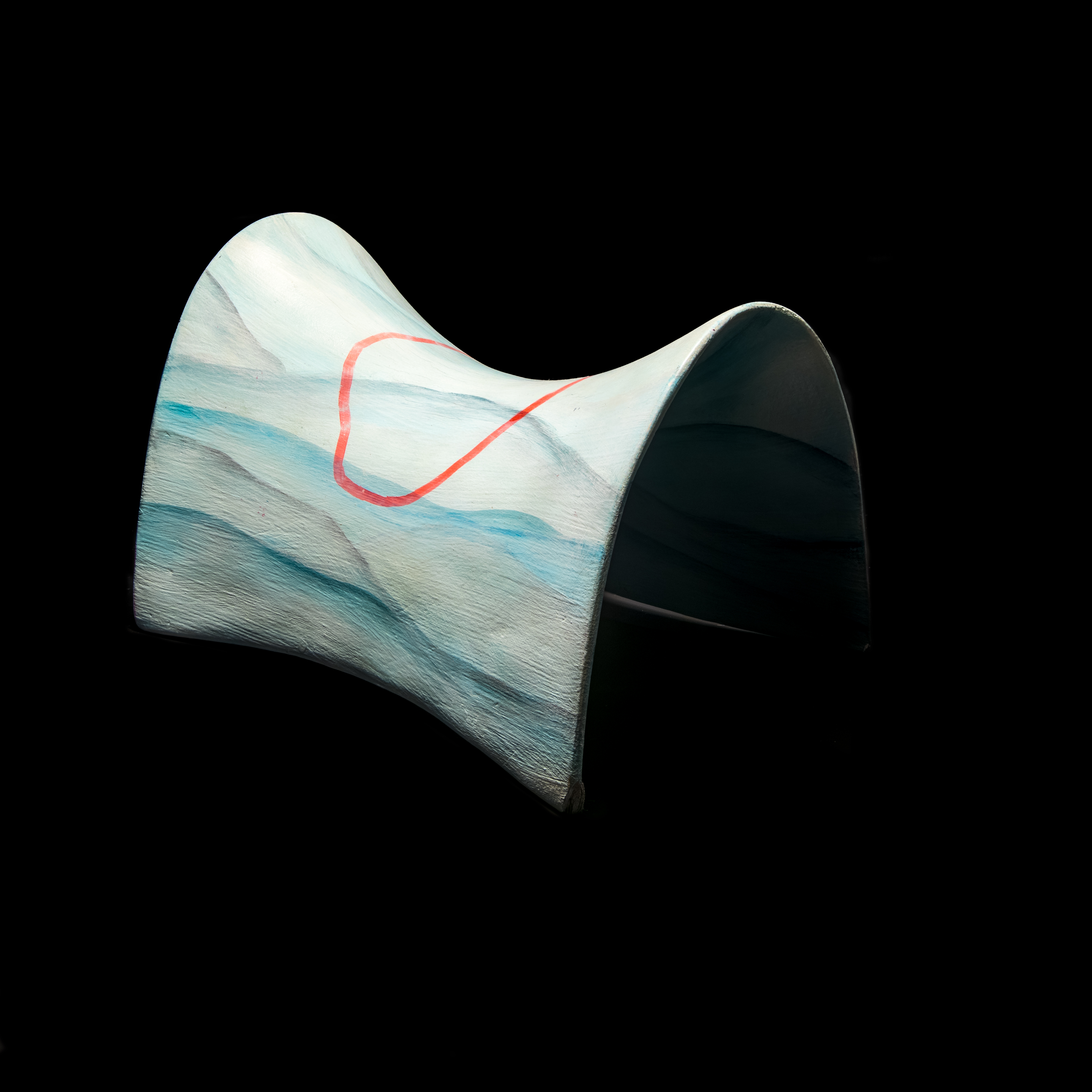
Форма из дерева, иллюстрирующая гиперболический параболоид

Параболо́ид ― тип поверхности второго порядка в трёхмерном евклидовом пространстве.
Параболоид может быть охарактеризован как незамкнутая нецентральная (то есть не имеющая центра симметрии) поверхность второго порядка.
Канонические уравнения параболоида в декартовых координатах:
{\displaystyle z=tx^{2}+uy^{2},}
где {\displaystyle t} и {\displaystyle u} — действительные числа, не равные нулю одновременно.
При:
- {\displaystyle t} и {\displaystyle u} одного знака — эллиптический параболоид; частный случай {\displaystyle t=u} — параболоид вращения;
- {\displaystyle t} и {\displaystyle u} разных знаков —  гиперболический параболоид;
- {\displaystyle t} или {\displaystyle u} равен нулю, — цилиндрический параболоид или, чаще параболический цилиндр.

Cечения параболоида вертикальными (параллельными оси {\displaystyle z}) плоскостями произвольного положения — параболы.
Сечения параболоида горизонтальными плоскостями, параллельными плоскости {\displaystyle x,\ y} для эллиптического параболоида — эллипсы, для параболоида вращения эти пересечения — окружности, когда такое пересечение существует.
Сечения для гиперболического параболоида — гиперболы.
В частных случаях сечением может оказаться прямая или пара прямых (для гиперболического параболоида; для параболического цилиндра прямые будут параллельны) или вырождаться в одну точку (для эллиптического параболоида).

## Эллиптический параболоид

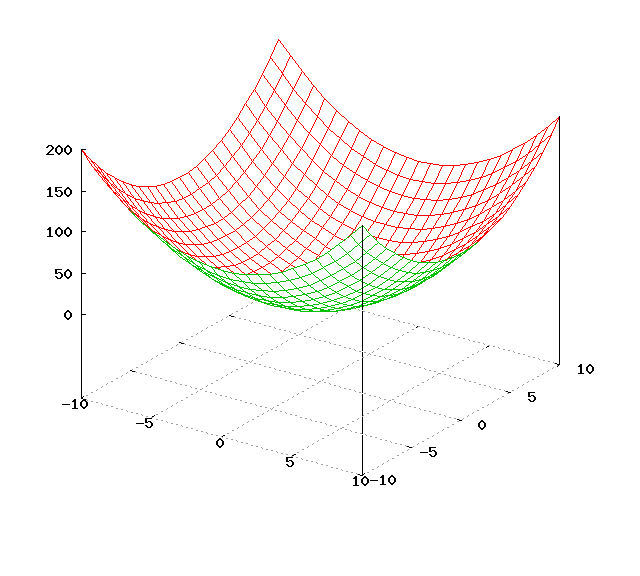
Эллиптический параболоид при

Эллипти́ческий параболо́ид — поверхность, задаваемая функцией вида:
{\displaystyle z={\frac {x^{2}}{a^{2}}}+{\frac {y^{2}}{b^{2}}}.}
Эллиптический параболоид можно описать как семейство параллельных парабол с ветвями, направленными вверх, вершины которых описывают параболу с также направленными вверх ветвями (см. рисунок). Это представление симметрично, и оси семейств парабол образуют пару пересекающихся перпендикулярно плоскости.
Если {\displaystyle a=b}, то эллиптический параболоид представляет собой поверхность вращения, образованную вращением параболы вокруг её оси симметрии.

## Гиперболический параболоид

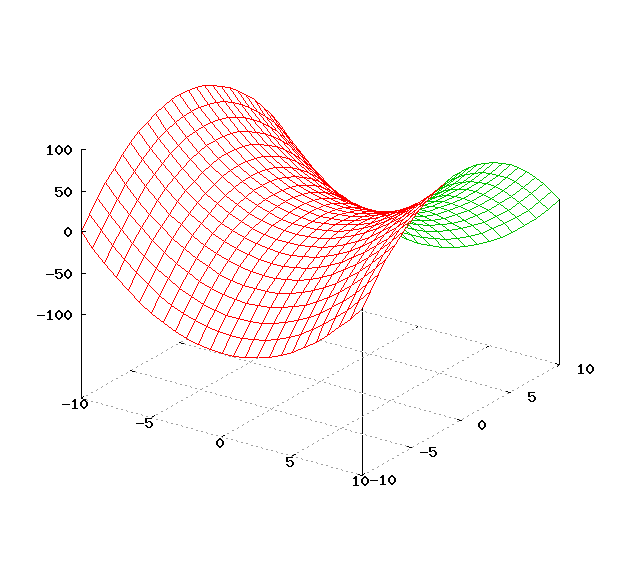
Гиперболический параболоид при

Гиперболи́ческий параболо́ид (называемый в строительстве «гипар») — седловая поверхность, описываемая в прямоугольной системе координат уравнением вида
{\displaystyle z={\frac {x^{2}}{a^{2}}}-{\frac {y^{2}}{b^{2}}}} или {\displaystyle z={\frac {y^{2}}{b^{2}}}-{\frac {x^{2}}{a^{2}}}.}
Также гиперболический параболоид может быть образован движением параболы, ветви которой направлены вниз, по параболе, ветви которой направлены вверх (см. рисунок).

Гиперболический параболоид как линейчатая поверхность

Гиперболический параболоид является линейчатой поверхностью.
Поверхность, порождаемая билинейной интерполяцией некоторой функции по 4 точкам, является гиперболическим параболоидом.

## Интересные факты
- Поверхность жидкости в равномерно вращающемся сосуде является параболоидом вращения (что не является прямой причиной его названия).
- Часто используется свойство параболоида вращения собирать пучок лучей, параллельный главной оси, в одну точку — фокус, или, наоборот, формировать параллельный пучок излучения от находящегося в фокусе источника. На этом принципе основана работа параболических антенн, телескопов-рефлекторов с параболическим зеркалом, прожекторов, автомобильных фар и т. д. Подробнее, см. рефлектор (зеркало).